# Rua Cerro Corá
A Rua Cerro Corá é uma importante via da zona oeste da cidade de São Paulo, que liga a Rua Heitor Penteado ao Alto de Pinheiros. A Rua Cerro Corá fica localizada nos bairros da Lapa, Vila Madalena, Vila Anglo Brasileira, Vila Ida, Vila Beatriz, Alto da Lapa e Alto de Pinheiros.
Originalmente a via era chamada de Via Augusta, que ligava a Estrada do Araçá, atual Rua Heitor Penteado e a Estrada das Boiadas, atual Avenida Diógenes Ribeiro de Lima.
A rua tem vários comércios e serviços, contando com uma área residencial.
Seu nome é uma homenagem à Batalha de Cerro Corá, a última batalha da Guerra do Paraguai.